# Joseph Boudon
Pour les articles homonymes, voir Boudon.
Joseph Boudon (né le 16 septembre 1938 à Retournac et mort le 1er mars 1989 au Chambon-Feugerolles,) est un coureur cycliste français.

## Biographie
En 1957, il devient champion de France sur route amateurs. La même année, il termine septième de la Course de la Paix et 43e du championnat du monde amateurs, sous les couleurs de l'équipe de France. Il passe ensuite professionnel en 1961 au sein de l'équipe Alcyon-Dunlop. 

## Palmarès
- 1956
  - 1re étape de la Route de France
- 1957
  -  Champion de France sur route amateurs
  - 4e étape du Tour des Hautes-Alpes
  - 2e du Tour des Hautes-Alpes
- 1958
  - Tour du lac Léman amateurs
  - 3e du championnat de France sur route amateurs
  - 3e du Grand Prix d'Isbergues
- 1959
  - Paris-Verneuil
  - Paris-Forges-les-Eaux
  - 2e de Paris-Rouen
  - 2e du Grand Prix de Châtel-Guyon
  - 3e du championnat de France sur route amateurs
- 1960
  - Paris-Verneuil
  - Grand Prix Brandt
  - 2e du championnat de France sur route amateurs
- 1961
  - 3e du Circuit des Monts du Livradois
- 1962
  - 3e du Grand Prix d'Isbergues
- 1964
  - 1re étape du Tour des Combrailles
  - Circuit des Monts du Livradois
  - Grand Prix du Froid Caladois
  - 3e du Grand Prix de Cours-la-Ville
- 1965
  - Grand Prix du Froid Caladois
  - Grand Prix de Saint-Yorre
  - 2e du Grand Prix cycliste de Mende